# Primär sklerosierende Cholangitis
Die primär sklerosierende Cholangitis (PSC) ist eine chronische Entzündung der Gallenwege (Cholangitis) innerhalb und/oder außerhalb der Leber. Sie führt zu einer narbigen Verhärtung (Sklerose) und damit verbunden zu einer Verengung der Gallenwege.

## Krankheitsentstehung
Der genaue Entstehungsmechanismus ist bisher noch ungeklärt. Besonders häufig (bei 85 % der Patienten) tritt die Erkrankung in Zusammenhang mit chronisch-entzündlichen Darmerkrankungen auf, dabei vor allem bei Colitis ulcerosa. Männer sind deutlich häufiger betroffen als Frauen.

## Klinische Erscheinungen
| Symptome                     | Häufigkeit                        |
| ---------------------------- | --------------------------------- |
| Gewichtsverlust              | 25–80 % nach langjährigem Verlauf |
| Ikterus                      | 25–70 %                           |
| Juckreiz                     | 10–70 %                           |
| Oberbauchbeschwerden         | 50–70 %                           |
| Müdigkeit, Leistungsschwäche |                                   |
| Fieber                       |                                   |
| Durchfälle                   |                                   |

Anzumerken ist, dass 35 % aller Patienten beschwerdefrei sind.

## Untersuchungsmethoden
Die eindeutigste Methode ist die Darstellung der Gallenwege mittels ERC (endoskopisch retrograde Cholangiographie). Wegen der relativ hohen Komplikationsrate ist aber heute die bildgebende Methode der Wahl die MRCP (Magnetresonanz-Cholangiopankreatikographie). Auch Autoantikörper, die sogenannten pANCA (perinukleäre antineutrophile zytoplasmatische Antikörper) können typischerweise nachgewiesen werden, sie treten aber nur bei 70 % der Patienten auf.

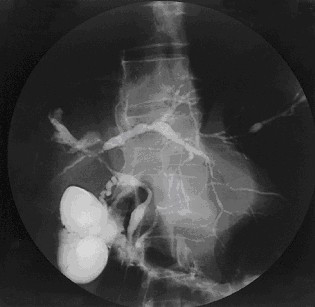
Cholangiografie einer PSC

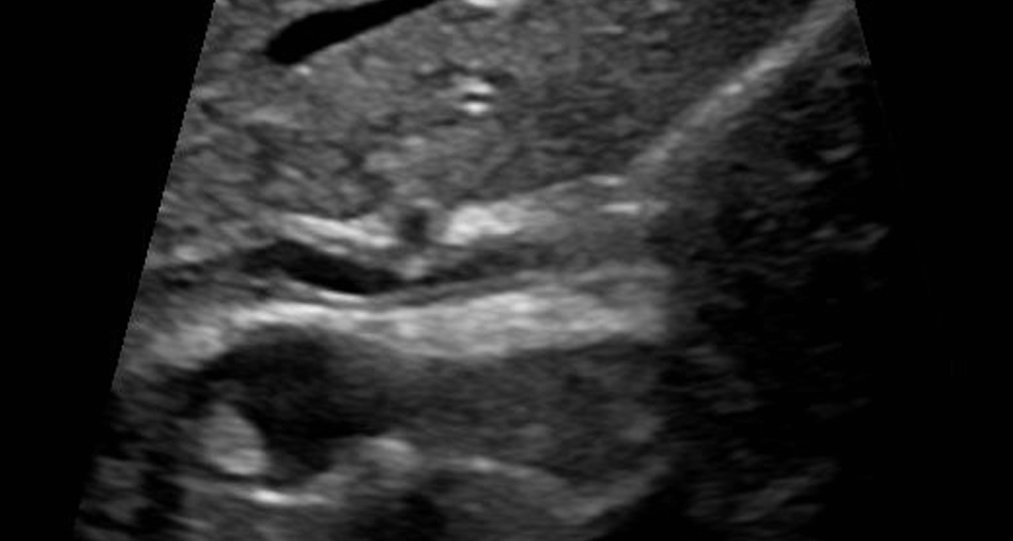
Ultraschall des Ductus Choledochus

## Typische Laborbefunde
Wie bei allen Erkrankungen, bei denen der Abfluss der Gallenflüssigkeit aus der Leber nicht gewährleistet werden kann, sind die Stauungsparameter im Blut erhöht. In ungefähr 70 % der Fälle findet man den Autoantikörper p-ANCA.
Patienten mit einem erhöhten Wert des Tumormarkers CA 19-9 haben einen schneller fortschreitenden Verlauf.

## Histologie
Es finden sich herdförmige periduktale Entzündungsinfiltrate aus Lymphozyten, Granulozyten und Plasmazellen. Es entsteht eine progressive Fibrose („zwiebelschalenartig“) der Gallengänge, die in eine Gangatrophie übergeht und dazu führt, dass die Gallengänge durch fibröse Stränge ersetzt werden. Hieraus ergibt sich der proximale Gallenstau mit dem Bild von Gallengangsdilatationen.

## Verlauf
Die PSC ist eine fortschreitende Erkrankung, die schubweise verläuft. Die Patienten bemerken eine Verschlechterung des Allgemeinzustandes und eine Zunahme der oben genannten Symptome. Besonders problematisch ist, dass es zur Bildung von Gallensteinen kommen kann, die dann noch zu einer zusätzlichen Verstärkung der Symptome führen. Da die PSC eine entzündliche Erkrankung ist, besteht außerdem die Möglichkeit, dass es zu einer Entartung der Gallengangsschleimhaut kommt. Hier wurde besonders häufig das Gallengangskarzinom genannt. Es soll bei 5–10 % der PSC-Patienten entstehen.

## Therapie
Die Therapie der Wahl erfolgt mit Ursodeoxycholsäure (UDCA). Sie senkt die erhöhten Leberwerte, v. a. AP und GGT. Außerdem wird der Juckreiz deutlich vermindert. Darüber hinaus müssen bei entsprechender Bildung von Gallensteinen oder Gallenwegsverengungen diese beseitigt werden, womöglich im Rahmen der zur Diagnose durchgeführten ERCP. Eine Rückbildung der schon bindegewebig umgebauten Strukturen der Leber kann mit UDC nicht erreicht werden, auf die Fibrose nimmt das Medikament keinen Einfluss. Die Therapie muss lebenslang erfolgen. Neben dem Basistherapeutikum UDC stehen noch andere Medikamente zur Verfügung. Colestyramin und Colestipol wirken ähnlich, wenn auch nicht so effizient wie UDC.
Das dominierende Problem im Langzeitverlauf der PSC sind rezidivierende Entzündungen der Gallenwege mit teilweise schweren Schüben und Verläufen, die zu einer erheblichen Einschränkung der Lebensqualität führen. Diese müssen antibiotisch und auch antimykotisch behandelt werden, d. h. mit Medikamenten gegen Bakterien und Pilze. Letztere werden vor allem im Langzeitverlauf das führende Problem. Aus diesem Grund wurden die Richtlinien der Bundesärztekammer dahingehend geändert, diesen Patienten eine Transplantation unter den Bedingungen des MELD-Scores zu ermöglichen. Hinzu kommt, dass mit der Länge der Erkrankung sich ein deutlich erhöhtes Risiko Gallenwegskarzinome zu entwickeln einstellt, die unter der Erkrankung in der Regel nicht diagnostiziert werden können und in der Regel erst durch den Pathologen bei der Aufarbeitung des Gewebes der im Rahmen einer Lebertransplantation entnommenen Leber diagnostiziert werden. Entsprechend den Richtlinien der Bundesärztekammer empfiehlt sich daher eine regelmäßige Kontrolle und Überwachung des Verlaufes. Die Lebertransplantation stellt die definitive und kurative Heilung dar.
Nach den Daten einer Heidelberger Langzeitstudie kann durch eine jährliche ERCP und eine Ballondilatation dominanter Stenosen die Zeit bis zum terminalen Leberversagen verlängert werden. Dominante Stenosen sind Gallenwegsverengungen auf < 1,5 mm im Ductus hepaticus communis oder < 1,0 mm im Ductus hepaticus dexter bzw. sinistra. In der Studie wurde eine Gruppe nur bei entsprechender Symptomatik dilatiert. Die zweite Gruppe erhielt eine jährliche ERCP und eine Dilatation aller dominanter Stenosen unabhängig von der Symptomatik. Das Überleben ohne Transplantation war bei jährlicher ERCP und Ballondilatation im Median 17,8 Jahre, bei Dilatation nur bei Symptomatik (Juckreiz, Gelbsucht oder akute bakterielle Cholangitis) nur 11,1 Jahre.
Eine Leitlinie zu Diagnostik und Therapie der PSC auf Basis publizierter wissenschaftlicher Daten und Erfahrungen ist 2017 erschienen.
Am 7. Mai 2025 gab das Unternehmen Dr. Falk Pharma den erfolgreichen Abschluss einer Phase III-Studie zu Norucholsäure bei PSC bekannt.

## Prognose
Die mittlere Überlebenszeit ohne Lebertransplantation ist bei etwa 10–20 Jahren. Eine Heilung ist momentan noch nicht möglich.
Die 5-Jahresüberlebensrate nach Lebertransplantation liegt bei 75–85 %, allerdings kann es hier (genau wie bei der PBC) in 20 % zu einem Wiederauftreten der Erkrankung im Transplantat kommen.
Die Prognose wird in erster Linie durch das Entstehen häufig wiederkehrender Entzündungsschübe einhergehend mit einem erhöhten Risiko für die Entstehung von Gallenwegskarzinomen bestimmt. Das Ziel einer Therapie muss demnach sein, das Fortschreiten der Erkrankung so weit wie möglich hinauszuzögern.